# Бжежани
Бжежани (пол. Brzeżany) — село в Польщі, у гміні Ґура Ґуровського повіту Нижньосілезького воєводства.
Населення — 195 осіб (2011).
У 1975-1998 роках село належало до Лешненського воєводства.

## Демографія
Демографічна структура станом на 31 березня 2011 року:
|          | Загалом | Допрацездатний вік | Працездатний вік | Постпрацездатний вік |
| -------- | ------- | ------------------ | ---------------- | -------------------- |
| Чоловіки | 93      | 21                 | 68               | 4                    |
| Жінки    | 102     | 26                 | 60               | 16                   |
| Разом    | 195     | 47                 | 128              | 20                   |